# سرية أبي قتادة بن ربعي الأنصاري (خضرة)
سرية أبي قتادة بن ربعي الأنصاري إلى خضرة، وهي أرض في نجد، وذلك في شهر شعبان سنة 8 هـ.

## مجريات السرية
بعث النبي محمد أبا قتادة ومعه 15 رجلاً إلى غطفان، وأمره أن يشنّ عليهم الغارة، فسار الليل وكمن النهار، فهجم على حاضر منهم عظيم، فأحاط بهم فصرخ رجل منهم «يا خضرة!»، وقاتل منهم رجال فقتلوا من أشرف لهم، واستاقوا النعم، فكانت الإبل 200 بعير والغنم 2000 شاة وسبوا سبيًا كثيرًا، وغابوا في هذه السرية 15 ليلة.